# بلاندین دانست
بلاندین دانست (فرانسوی: Blandine Dancette‎؛ زادهٔ ۱۴ فوریهٔ ۱۹۸۸) بازیکن هندبال اهل فرانسه است.